# Estnische Marine
Die Estnische Marine (estnisch Eesti Merevägi) ist der maritime Teil der estnischen Streitkräfte. In Friedenszeiten gehören der Marine 350 aktive Soldaten an, welche jederzeit durch 1500 Reservisten verstärkt werden können. Das Herzstück der estnischen Marine ist die Minenkriegsabteilung (Miinisõja divisjon) mit der EOD Tuukrigrupp – einer Taucherabteilung für Kampfmittelbeseitigung.

## Geschichte

### Die Zeit vor 1940
Die Eesti merejõud, als Vorläufer der heutigen Marine, wurden am 21. November 1918 aufgestellt. Im Dezember desselben Jahres wurde Johan Pitka zum Oberbefehlshaber der Seestreitkräfte ernannt. Die Gründung und Entwicklung der estnischen Marine basiert größtenteils auf der britischen Marine, welche als Verbündeter Estlands während des Estnischen Freiheitskrieges im Golf von Finnland operierte. Die ersten estnischen Marineschiffe, die Zerstörer Lennuk und der Zerstörer Wambola, wurden von der Royal Navy übergeben, nachdem die der russischen Baltischen Flotte angehörigen Schiffe 1919 erbeutet wurden. Beide Schiffe wurden 1933 an Peru weiterverkauft.

#### Küstenbatterien
Seit dem Ende des 19. Jahrhunderts begann das Russische Kaiserreich, Küstenfestungen und maritime Festen in Estland, welches 1721 nach dem Großen Nordischen Krieg annektiert wurde, zu errichten. Tallinn, historisch ein wichtiges Handelszentrum zwischen dem Osten und Westen, wurde einer der Hauptstützpunkte der Baltischen Flotte des Kaiserreichs. Ein systematisches Küstenverteidigungsnetzwerk – die Seefestung Imperator Peter der Große – und die Installation von Marinegeschützen wurden befohlen, die Konstruktionsarbeiten begannen Ende 1890 und waren bis zum Ende des Ersten Weltkriegs nicht abgeschlossen worden.
Während des Estnischen Freiheitskrieges und nach dem Frieden von Dorpat begann die Estnische Marine mit dem Wiederaufbau und der Weiterentwicklung des Küstenverteidigungsnetzwerks. Von 1918 bis 1940 investierte Estland Millionen Estnische Kronen in die Erneuerung der Küstenverteidigung. Im Jahr 1939 präsentierten die Küstenbatterien eine beachtliche Marinestreitkraft und gehörten zu den Elitetruppen der Estnischen Marine. Während des Zweiten Weltkrieges und der folgenden sowjetischen Okkupation ist wenig von den Küstenverteidigungslinien und Festungen erhalten geblieben. Heute können einige Gebäude und Feuerstellungen, allen voran die am besten erhaltenen auf der Insel Aegna, besichtigt werden.

#### Marineinfanterie
Das historische Meredessantpataljon war ein kurzlebiges Marineinfanteriebataillon der estnischen Streitkräfte, welches der Marine unterstellt war. Es wurde von den Besatzungen der estnischen Kriegsschiffe rekrutiert und war in Tallinn stationiert.

#### Flottille auf dem Peipussee
Beim Unabhängigkeitskrieg erbeutete Estland 1919 zumeist auf der zugefrorenen Emajõgi eine Anzahl Kanonenboote; die von 1919 bis 1940 eine Division auf dem Peipussee, der den Großteil der Ostgrenze Estlands bedeckte, bildeten. Basen bestanden in Kallaste und Mustvee.
Hierzu gehörten:
- Kanonenboot Vanemuine –  Flaggschiff im Peipussee
- Kanonenboot Ahti
- Kanonenboot Tartu
- Kanonenboot Uku
- Kanonenboot Ilmatar
- Kanonenboot Taara
- Kleine Kanonenboote Kõu und Maru

### Neuaufbau nach 1993
Seit der Neugründung der Estnischen Streitkräfte am 3. September 1991 waren die ersten Monate und Jahre der Estnischen Marine geprägt von Aufräumarbeiten und dem Wiederaufbau der militärischen Infrastruktur (primär auf der 1994 von Russland übernommenen Marinebasis in Tallinn). Erschwerend zu der Tatsache, dass die Seestreitkräfte neu aufgebaut werden mussten, kam der Punkt, dass Estland (trotz geringer Größe und begrenzter Ressourcen) begonnen hatte Marineverbände aufzubauen, die unabhängig voneinander Aufgaben in den Bereichen des Seeamtes und des Grenzschutzes übernahmen. Diese waren bereits etabliert, als das Hauptquartier der Streitkräfte am 1. Juli 1993 begann, erste Strukturen für den Wiederaufbau der Marine zu schaffen und man am 1. Februar 1994 Roland Leit zum Befehlshaber der Seestreitkräfte ernannte. Dieser äußerte sich in einem Interview mit Jane’s Defence Weekly am 9. Juli 1994 wie folgt über die Probleme beim Wiederaufbau:

„When the Soviet Navy left the Tallinn Naval Base, they sabotaged the facilities, and scuttled about 10 of their ships in the harbour. They broke all the windows, all the heating, and all the electricity equipment. When they came in 1939 they took over our port facilities in good order. Now they are leaving us a mess. We got nothing from the Russian Navy. The Grif class patrol craft we got not from them but from a Russian firm that had bought the hulls first. Their navigation and radio systems are broken, too. We hope to have it all repaired and bring the craft into service before the end of the year.“

„Als die Sowjetische Marine die Marinebasis Tallinn verließ, sabotierte sie die bestehenden Einrichtungen und versenkte zehn ihrer Schiffe im Hafen. Sie zerstörten alles: Fenster, Heizungen, Ausrüstung für Elektrizität. Als sie 1939 kamen, übernahmen sie unsere Hafenanlagen in einem guten Zustand. Jetzt haben sie uns ein Chaos hinterlassen. Wir haben nichts von der russischen Marine bekommen. Die Patrouillenboote der Grif-Klasse haben wir nicht von denen bekommen, sondern von einer russischen Firma, die zunächst die Schiffsrümpfe gekauft hatte. Ihre Navigations- und Funksysteme sind ebenfalls unbrauchbar. Wir hoffen, dass wir bis zum Ende des Jahres alles reparieren und die Boote in Dienst stellen können.“

Vor diesem Hintergrund der fehlenden Möglichkeiten und Notwendigkeiten ist es nicht verwunderlich, dass der Aufbau nur sehr langsam voranging und man bei der Ausrüstung des Verbandes zunächst auf Spenden aus dem Ausland angewiesen war. So erhielt man beispielsweise 1994 mit der Komet und Meteor aus Deutschland sowie der Mallemukken aus Dänemark Schiffe, die dort nicht mehr benötigt wurden und/oder als veraltet galten, die in Estland aber noch einige Jahre betrieben wurden. Dies galt auch für die Minensuchboote, die in den nächsten Jahren (ebenfalls aus Deutschland) zugingen. Neben diesen Schiffen, die hauptsächlich im Bereich der Minenbekämpfung eingesetzt waren, nutzte die Marine in den ersten Jahren Patrouillenboote sowjetischer und finnischer Herkunft.

### Entwicklung im 21. Jahrhundert
Seit dem Ende des 20. Jahrhunderts (insbesondere seit dem NATO-Beitritt des Landes im Jahr 2004) sind die Bewaffnung und die Ausrüstung der Seestreitkräfte kontinuierlich verbessert worden. So hat man weitere Schiffe (entweder als Spende aus dem Ausland oder gebraucht in Deutschland, Großbritannien oder Dänemark erworben) in Dienst gestellt, die die veralteten Einheiten nach und nach ersetzten. Dabei bemühte man sich die vorhandenen finanziellen Ressourcen zielgerichtet einzusetzen und sich primär auf die Minenbekämpfung zu konzentrieren. Daher verfügt man inzwischen über eine Minenschiff- und eine Taucherabteilung, deren technische Ausstattung vergleichbar mit der anderer NATO-Partner ist.
Nach der Modernisierung der Flotte, zu Beginn des 21. Jahrhunderts, wurde sich in den letzten Jahren auf Erhaltungsmaßnahmen und Investitionen im Bereich der Infrastruktur konzentriert. So war schon im Verteidigungsentwicklungsplan für die Jahre 2013–2022 nur der Erhalt und die Modernisierung der Minenabwehrdivision (drei Minenjagdboote, Tauchergruppe und ein Hilfsschiff) vorgesehen. Ab 2018 wurde begonnen die drei Minenjagdboote der Sandown-Klasse zu modernisieren. Diese Modernisierung sorgte dafür, dass die Schiffe bis 2035 einsatzfähig bleiben. Zuvor wurde bereits Miinisadam (die Marinebasis in Tallinn) modernisiert, so dass die Lebens- und Trainingsbedingungen dort für alle Soldaten nun aktuellen (NATO-)Standards entsprechen.
Zu einer weiteren großen Veränderung kam es zum Jahreswechsel 2022/2023. Zum 3. Januar 2023 wurde vier Schiffe des Polizei- und Grenzschutzamtes und deren Aufgaben in die Marine eingegliedert. Damit verbunden war u. a. die Übernahme der gesamten Küstenüberwachung und die Kontrolle der Seegrenzen durch die Marine.

### Befehlshaber
Folgende Personen waren Kommandanten der estnischen Marine:
| Name                          | Dienstzeit                              | Bemerkung                                    |
| ----------------------------- | --------------------------------------- | -------------------------------------------- |
| N.N.                          |                                         |                                              |
| Johan Pitka (1872–1944)       | 16. Dezember 1918 bis 28. November 1919 |                                              |
| N.N.                          |                                         |                                              |
| Hermann von Salza (1885–1946) | 1925–1932                               |                                              |
| N.N.                          | 1932 ff.                                |                                              |
| Roland Leit (1928–2017)       | 1994–1998                               |                                              |
| Jaan Kapp (* 1956)            | 1998–2003                               |                                              |
| Ahti Piirimägi & Peeter Ivask | 2003–2007                               | kommissarisch, im Wechsel                    |
| Igor Schvede (* 1970)         | 21. November 2007 bis 22. Juli 2012     | zuvor bereits kommissarisch                  |
| Sten Sepper (* 1971)          | 23. Juli 2012 bis 23. November 2016     |                                              |
| Jüri Saska (* 1974)           | 1. Februar 2017 bis 28. Juni 2024       | kommissarisch bereits seit 23. November 2016 |
| Ivo Värk (* 1974)             | seit 28. Juni 2024                      |                                              |

## Aufgaben und Organisation

### Aufgaben
Die estnische Marine hat den Auftrag, die territorialen Gewässer der Republik Estland zu beschützen. Im Falle einer Krisensituation muss sie in der Lage sein, Häfen, Küsten und Unterwasserkommunikationseinrichtungen zu verteidigen und mit verbündeten Truppen zu kooperieren.
Die höchste Priorität nimmt für die Marine die Entwicklung von Ressourcen und Fähigkeiten zur Minenabwehr ein. Während des Ersten und Zweiten Weltkrieges wurden in der Ostsee mehr als 80.000 Minen verlegt. Seit 1995 haben mehrfach Minenräum-Operationen in Kooperation mit anderen Marineverbänden der Ostseeregion in estnischen Gewässern stattgefunden, um diese Minen aufzuspüren und zu beseitigen und somit an einer sicheren Seeschifffahrt beizutragen.

### Organisationsstruktur
Seit 1. Januar 2023 (Eingliederung des bis dahin eigenständigen Marinestabs in die Flotte) gliedert sich die Marine wie folgt:
- Lahinguteeninduse divisjon (Unterstützungsabteilung)
- Miinisõja divisjon (Minenkriegsabteilung)
  - Tuukrigrupp (Minentaucher)
- Lahinguteeninduse divisjon (Patrouillenschiffabteilung)
- Rannikukaitse divisjon (Küstenüberwachungsabteilung)
- Mereväekool (Marineschule)

#### Häfen und Stützpunkte
Die Merejõud hat etliche Marinestützpunkte und Kriegshäfen betrieben, wobei sich die meisten an der Westküste und an den Inseln befunden haben. Bis 1939 gab es mehr als zehn größere und kleinere Kriegshäfen und Marinebasen, zum Beispiel Aegna, Paldiski, Virtsu, Rohuküla, Mõntu, Kuressaare, Kõiguste, Papissaare poolsaar, Jaagurahu, Tagalaht, Küdema, Sõru, Kärdla, Kallaste, Mustvee und der Hafen von Tallinn.
Derzeit wird von der Lahinguteeninduse divisjon als einziger Stützpunkt der Militärhafen Miinisadam, welcher sich im nördlichen Tallinn befindet, betrieben. Miinisadam ist dabei Sitz des Hauptquartiers der Marineeinheiten und Stützpunkt der Flotte.

#### Minenkriegsabteilung
Der Flotte der Minenkriegsabteilung gehören derzeit vier Schiffe an, welche in zwei Arten (drei Minenjagd- und ein Hilfsschiff) unterteilt werden können. Zum Bereich der Flotte gehören neben den Kriegsschiffen auch die Minentaucher (Tuukrigrupp). Der Verband entstand aus der Miinilaevade Divisjon, was sich bis heute im Wappen widerspiegelt.

##### Minentaucher
Die Hauptaufgabe der Minentaucher der Tuukrigrupp besteht darin, Sprengkörper an der Wasseroberfläche und unter Wasser zu suchen, zu identifizieren und unschädlich zu machen. Sie können jedoch auch Schiffsrümpfe auf Beschädigungen untersuchen.
Zur Erfüllung dieser Aufgaben stehen der Tauchergruppe moderne amagnetische Taucheranzüge und Taucherausrüstung zur Verfügung, mit denen bis in eine Tiefe von 55 Meter für bis zu 4 Stunden getaucht werden kann. Für Behandlungen gegen Barotrauma steht eine mobile Dekompressionskammer zur Verfügung. Die Ausbildung zum Minentaucher erfolgt am Baltic Naval Diving Training Centre in Liepāja, Lettland.

#### Patrouillenschiffabteilung
Die Patrull-laevade divisjon entstand im Januar 2023 durch die Eingliederung maritimer Aufgaben sowie der größeren Schiffe und Boote des Polizei- und Grenzschutzamtes. Derzeit gehören zur Abteilung vier Schiffe, die für Patrouilleaufgaben sowie zum Teil für die Schadstoffbekämpfung eingesetzt werden können.

#### Ausbildung
Im Jahr 2003 hat die Marine die Mereväekool, ihr international als Centre of Naval Education and Training (CNET) bezeichnetes Ausbildungszentrum, eröffnet. Diese hat die Aufgabe, die Marineausbildung zu koordinieren, vereinheitlichen, überwachen und weiterzuentwickeln sowie die Versorgung des Marinepersonals sicherzustellen. An dieser Marineschule werden neben Kommunikationspersonal auch Marinespezialisten ausgebildet. Zudem werden auch Englisch-Sprachlehrgänge angeboten.
Wehrpflichtige durchlaufen während der ersten Monate den Marine-Grundkurs MBK an der Mereväekool. Bei diesem werden Grundkenntnisse im Marinewesen und Verteidigungswesen erworben. Außerdem bereitet dieser Grundkurs die Marinerekruten auf ihre 11-monatige Verwendung auf den Schiffen vor. Es gibt jedoch auch Wehrpflichtige, die ihren Dienst an Land in der Marinebasis verrichten. Diese leisten nur einen 8-monatigen Wehrdienst.
Unteroffiziere erhalten ihre Ausbildung ebenfalls an der Mereväekool. Dort erwerben sie neben einer militärischen Ausbildung auch Expertenwissen. Der Großteil der estnischen Marineoffiziere wurde bisher an europäischen oder amerikanischen Marineakademien ausgebildet.
Combined Baltic Naval Specialist Training
Die baltischen Staaten teilen ihre limitierten Ausbildungsressourcen untereinander, so zum Beispiel stellt Estland Kommunikationsausbildung an der Baltic Naval Communications School in der Marinebasis Tallinn während Lettland mit dem Baltic Naval Diving Training Centre in Liepāja eine Taucherausbildungsstätte betreibt.
Letzteres wurde eingerichtet, um die autarke Fähigkeit zur Ausbildung von Minentauchern zu erhalten. Das Schulungszentrum wird von der norwegischen Marine durch Ausbilder unterstützt. Angehende Marinetaucher erwerben in einen ersten 5-wöchigen Kurs schiffsbezogenes notwendiges Know-how. Daran schließt sich die eigentliche Minentaucherausbildung von einer Dauer von 4 Monaten an, in welcher ständig Prüfungen stattfinden. Es ist mittlerweile angedacht, dass Wehrpflichtige zu Schiffstauchern ausgebildet werden. Nach einigen Übungseinsätzen können sich diese dann für die 4-monatige Minentaucherausbildung bewerben.

### Dienstgrade und Dienstgradabzeichen

#### Offiziere
| Dienstgradgruppe        | Flaggoffiziere | Flaggoffiziere | Flaggoffiziere | Flaggoffiziere    | Stabsoffiziere  | Stabsoffiziere   | Stabsoffiziere   | Subalternoffiziere | Subalternoffiziere   | Subalternoffiziere | Subalternoffiziere |
| ----------------------- | -------------- | -------------- | -------------- | ----------------- | --------------- | ---------------- | ---------------- | ------------------ | -------------------- | ------------------ | ------------------ |
| Ärmelabzeichen          |                |                |                |                   |                 |                  |                  |                    |                      |                    |                    |
| Dienstgrad              | Admiral        | Viitseadmiral  | Kontradmiral   | Kommodoor         | Mereväekapten   | Kaptenleitnant   | Kaptenmajor      | Vanemleitnant      | Leitnant             | Nooremleitnant     | Lipnik             |
| Dienstgrad (Bundeswehr) | Admiral        | Vizeadmiral    | Konteradmiral  | Flottillenadmiral | Kapitän zur See | Fregattenkapitän | Korvettenkapitän | Kapitänleutnant    | Oberleutnant zur See | Leutnant zur See   | kein Äquivalent    |
| NATO-Rangcode           | OF-9           | OF-8           | OF-7           | OF-6              | OF-5            | OF-4             | OF-3             | OF-2               | OF-1                 | OF-1               | OF-1               |

#### Unteroffiziere und Mannschaften
| Dienstgradgruppe        | Unteroffiziere mit Portepee | Unteroffiziere mit Portepee | Unteroffiziere mit Portepee | Unteroffiziere mit Portepee | Unteroffiziere mit Portepee | Unteroffiziere ohne Portepee | Unteroffiziere ohne Portepee       | Unteroffiziere ohne Portepee       | Mannschaften | Mannschaften |
| ----------------------- | --------------------------- | --------------------------- | --------------------------- | --------------------------- | --------------------------- | ---------------------------- | ---------------------------------- | ---------------------------------- | ------------ | ------------ |
| Ärmelabzeichen          |                             |                             |                             |                             |                             |                              |                                    |                                    |              |              |
| Dienstgrad              | Ülemveebel                  | Staabiveebel                | Vanemveebel                 | Veebel                      | Nooremveebel                | Vanemmaat                    | Maat                               | Nooremmaat                         | Vanemmadrus  | Madrus       |
| Dienstgrad (Bundeswehr) | Oberstabsbootsmann          | Oberstabsbootsmann          | Stabsbootsmann              | Hauptbootsmann              | Oberbootsmann/ Bootsmann    | Obermaat/ Maat               | Oberstabsgefreiter/ Stabsgefreiter | Oberstabsgefreiter/ Stabsgefreiter | Gefreiter    | Matrose      |
| NATO-Rangcode           | OR-9                        | OR-9                        | OR-8                        | OR-7                        | OR-6                        | OR-5                         | OR-4                               | OR-4                               | OR-2         | OR-1         |

## Ausrüstung

### Flotte zwischen 1918 und 1940
Die ersten estnischen Marineschiffe, von der Royal Navy erbeutete Schiffe der russischen Baltischen Flotte, wurden von dieser 1919 gespendet.
| Name      | Foto | Herkunft               | Schiffsklasse                        | Verwendung    | Gebaut | Indienststellung (estn. Marine) | Außerdienststellung (estn. Marine) | Anmerkungen |
| --------- | ---- | ---------------------- | ------------------------------------ | ------------- | ------ | ------------------------------- | ---------------------------------- | --- |
| Lennuk    |      | Russisches Kaiserreich | Zerstörer der Isjaslaw-Klasse        | Minenkreuzer  | 1915   | 1919                            | 1933                               | Gebaut als Awtroil. Kapitulierte im Dezember 1918 vor britischen Einheiten. Am 2. Januar 1919 Übergabe an Estland und Umbenennung in Lennuk. Am 23. August 1933 Weiterverkauf nach Peru. |
| Wambola   |      | Russisches Kaiserreich | Zerstörer der Leitenant-Iljin-Klasse | Minenkreuzer  | 1915   | 1919                            | 1933                               | Gebaut als Kapitan Kingsbergen. Kapitulierte im Dezember 1918 vor britischen Einheiten. Am 2. Januar 1919 Übergabe an Estland und Umbenennung in Wambola. Am 23. August 1933 Weiterverkauf nach Peru. |
| Lembit    |      | Russisches Kaiserreich | Giljak-Klasse                        | Kanonenboot   | 1906   | 1919                            | 1927                               | Gebaut als Bobr. 1918 von Deutschland übernommen und nach dem Ersten Weltkrieg an Estland übergeben. Dort 1927 außer Dienst und abgewrackt. |
| Meeme     |      |                        |                                      | Kanonenboot   |        |                                 |                                    | |
| Mardus    |      |                        |                                      | Kanonenboot   |        |                                 |                                    | |
| Tasuja    |      |                        |                                      | Kanonenboot   |        |                                 |                                    | |
| Ahti      |      |                        |                                      | Kanonenboot   | 1908   | 1919                            | –                                  | Teil der Peipussee-Flottille |
| Ilmatar   |      |                        |                                      | Kanonenboot   |        |                                 |                                    | Teil der Peipussee-Flottille |
| Taara     |      |                        |                                      | Kanonenboot   | 1913   | 1919                            | 1920                               | Teil der Peipussee-Flottille |
| Tartu     |      |                        |                                      | Kanonenboot   | 1908   | 1919                            | –                                  | Teil der Peipussee-Flottille |
| Uku       |      |                        |                                      | Kanonenboot   | 1912   | 1919                            | 1920                               | Teil der Peipussee-Flottille |
| Vanemuine |      |                        |                                      | Kanonenboot   | 1914   | 1919                            | 1920                               | Teil der Peipussee-Flottille |
| Ristna    |      | Russisches Kaiserreich |                                      | Minenleger    | 1905   |                                 | –                                  | Erbaut 1905 als Passagierdampfer Apostol Pyotr in Glasgow und 1915 in die Baltische Flotte aufgenommen. Im März 1918 an Finnland übergeben und 1922 nach Estland gelangt. Dort 1926 zum Minenleger umgebaut und 1940, bei der Besetzung Estlands durch die Sowjetunion, wieder von der Baltischen Flotte übernommen. |
| Suurop    |      | Russisches Kaiserreich |                                      | Minenleger    |        |                                 | –                                  | Erbaut als Passagierdampfer Apostol Pavel in Glasgow. Bei der Besetzung Estlands durch die Sowjetunion 1940 von der Baltischen Flotte übernommen. |
| Vaindlo   |      |                        |                                      | Minensuchboot |        |                                 |                                    | |
| Keri      |      |                        |                                      | Minensuchboot |        |                                 |                                    | |
| Tahkona   |      |                        |                                      | Minensuchboot |        |                                 |                                    | |
| Lehtma    |      |                        |                                      | Minensuchboot |        |                                 |                                    | |
| Sulev     |      | Deutsches Kaiserreich  | Küstentorpedoboot der A-Klasse       | Torpedoboot   | 1916   | 1923                            | –                                  | Gebaut als SMS A 32. Während der Schlacht im Moon-Sund gestrandet. Von der estnischen Marine geborgen und als Sulev in Dienst gestellt. Nach der Besetzung Estlands durch die Sowjetunion 1940 in deren Baltischer Flotte.                                                                                           |
| Kalev     |      | Vereinigtes Königreich | Kalev-Klasse                         | U-Boot        | 1936   | 1937                            | –                                  | Bei Vickers-Armstrongs Ltd. für die Estnische Marine gebaut. Bei der Besetzung Estlands durch die Sowjetunion 1940 von der Baltischen Flotte übernommen. |
| Lembit    |      | Vereinigtes Königreich | Kalev-Klasse                         | U-Boot        | 1936   | 1937                            | –                                  | Bei Vickers-Armstrongs Ltd. für die Estnische Marine gebaut. Bei der Besetzung Estlands durch die Sowjetunion 1940 von der Baltischen Flotte übernommen. |
| Laine     |      | Russisches Kaiserreich |                                      | Hilfsschiff   | 1912   | 1918                            | –                                  | erstes Schiff der estnischen Marine, Verwendung als Patrouillenschiff und U-Bootbegleitschiff |
| Kompass   |      |                        |                                      | Hilfsschiff   |        |                                 |                                    | Kabelleger |
| Lood      |      |                        |                                      | Hilfsschiff   |        |                                 |                                    | Forschungsschiff |

### Flotte seit 1993
Beim Wiederaufbau der Flotte wurden zunächst ausgemusterte Einheiten ausländischer Seestreitkräfte übernommen. Vor dem Hintergrund des NATO-Beitritts, unterzog sich die estnische Marine einer Modernisierung. Hierbei wurde vor allem die Ausrüstung im Bereich der Minenabwehr verbessert.

#### Ehemalige Schiffe
| Name (Rumpfnummer) | Foto    | Herkunft                                     | Schiffsklasse               | Verwendung                   | Gebaut | Indienststellung (estn. Marine) | Außerdienststellung (estn. Marine) | Anmerkungen |
| ------------------ | ------- | -------------------------------------------- | --------------------------- | ---------------------------- | ------ | ------------------------------- | ---------------------------------- | --- |
| Lembit             |         | Vereinigtes Königreich/ Sowjetunion          | Kalev-Klasse                | U-Boot                       | 1936   | 1994                            | 2011                               | Rückgabe durch die Sowjetische Marine am 27. April 1992 – heute Museumsschiff im Estnischen Meeresmuseum |
| Grif (P401)        |         | Sowjetunion                                  | Zhuk-Klasse (Projekt 1400M) | Patrouillenboot              | 1976   | 1994                            | 2001                               | zuvor Patrouillenboot des Estnischen Verteidigungsbundes |
| Sulev (M412)       |         | Deutsche Demokratische Republik/ Deutschland | Kondor-Klasse               | Minensuchboot/Kommandoschiff | 1972   | 1994                            | 2000                               | Ex-Meteor der Volksmarine – zusammen mit der Komet 1994 an Estland verschenkt |
| Ahti (A431)        |         | Dänemark                                     | Maagen-Klasse               | Hilfsschiff                  | 1960   | 1994                            | 2009                               | Ex-Mallemukken der Dänischen Marine |
| Kalev (M414)       |         | Deutschland                                  | Frauenlob-Klasse            | Minensuchboot                | 1966   | 1997                            | 2003                               | Ex-Minerva (M 2663) der Deutschen Marine – heute Museumsschiff im Estnischen Meeresmuseum |
| Olev (M415)        |         | Deutschland                                  | Frauenlob-Klasse            | Minensuchboot                | 1966   | 1997                            | 2005                               | Ex-Diana (M2664) der Deutschen Marine. 2008 Versteigerung geplant. |
| Suurop (P421)      |         | Finnland                                     | Rihtniemi-Klasse            | Patrouillenboot              | 1956   | 1999                            | 2005                               | Ex-Rymättylä (51) der Finnischen Seestreitkräfte |
| Ristna (P422)      |         | Finnland                                     | Rihtniemi-Klasse            | Patrouillenboot              | 1956   | 1999                            | 2005                               | Ex-Rihtniemi (52) der Finnischen Seestreitkräfte, danach als Schulungsschiff des Estnischen Verteidigungsbundes genutzt |
| Wambola (M311)     |         | Deutschland                                  | Lindau-Klasse               | Minenjagdboot                | 1959   | 2000                            | 2009                               | Ex-Cuxhaven (M1078) der Deutschen Marine |
| Sulev (M312)       |         | Deutschland                                  | Lindau-Klasse               | Minenjagdboot                | 1958   | 2000                            | 2009                               | Ex-Lindau (M1072) der Deutschen Marine |
| Admiral Pitka      |         | Dänemark                                     | Beskytteren-Klasse          | Unterstützungsfregatte       | 1975   | 2000                            | 2013                               | Ex-Beskytteren der Dänischen Marine. Nach Außerdienststellung wurden Teile der Ausrüstung an der Estnischen Marineakademie zu Ausbildungszwecken weiterverwendet.                                                                                |
| Vaindlo (M416)     |         | Deutschland                                  | Frauenlob-Klasse            | Minensuchboot                | 1966   | 2003                            | 2005                               | Ex-Undine (M2662) der Deutschen Marine. 2008 Versteigerung geplant. |
| Tasuja (A432)      |         | Dänemark                                     | Lindormen-Klasse            | Kommando- und Hilfsschiff    | 1977   | 2006                            | 2016                               | Versorger & Kommandoschiff, Unterstützungsschiff für Minentaucher |
| Lood (A530)        |         |                                              |                             | Hilfsschiff                  | 2000   | 2012                            | 2019                               | Unterstützungsschiff für (Minen)taucher, zuvor als EVA-321 beim estnischen Seeamt |
| Roland (P01)       |         | Estland                                      | Navy 18 WP-Klasse           | Patrouillenboot              | 2020   | 2021                            | 2024                               | 17,25 m lang; Material: Marine-Aluminium teilweise ballistisch geschützt; Höchstgeschwindigkeit bis zu 33 Knoten; Ausrüstung: ein ferngesteuertes 12,7-mm-Maschinengewehr + zwei 7,62-mm-Maschinengewehre. Wurden 2024 an die Ukraine übergeben. |
| Risto (P02)        | Estland | Navy 18 WP-Klasse                            | Patrouillenboot             | 2020                         | 2021   | 2024                            |                                    | 17,25 m lang; Material: Marine-Aluminium teilweise ballistisch geschützt; Höchstgeschwindigkeit bis zu 33 Knoten; Ausrüstung: ein ferngesteuertes 12,7-mm-Maschinengewehr + zwei 7,62-mm-Maschinengewehre. Wurden 2024 an die Ukraine übergeben. |

#### Aktuelle Schiffe
| Name (Rumpfnummer)      | Foto | Herkunft               | Schiffsklasse       | Verwendung                                            | Gebaut | Indienststellung (estn. Marine) | Anmerkungen                                                                        |
| ----------------------- | ---- | ---------------------- | ------------------- | ----------------------------------------------------- | ------ | ------------------------------- | ---------------------------------------------------------------------------------- |
| Admiral Cowan (M313)    |      | Vereinigtes Königreich | Sandown-Klasse      | Minenjagdboot                                         | 1988   | 2007                            | 2019 als erstes der drei baugleichen Schiffe modernisiert (Thales Sonar 2193 etc.) |
| Sakala (M314)           |      | Vereinigtes Königreich | Sandown-Klasse      | Minenjagdboot                                         | 1990   | 2008                            |                                                                                    |
| Ugandi (M315)           |      | Vereinigtes Königreich | Sandown-Klasse      | Minenjagdboot                                         | 1992   | 2009                            |                                                                                    |
| Wambola (A433)          |      | Dänemark               | Lindormen-Klasse    | Kommando- und Hilfsschiff                             | 1977   | 2016                            | Versorger & Kommandoschiff, Unterstützungsschiff für Minentaucher                  |
| Kindral Kurvits (P6731) |      | Finnland               |                     | Hochseepatrouillenschiff / Schadstoffunfallbekämpfung | 2012   | 2023                            |                                                                                    |
| Raju (P6732)            |      | Estland                | Patrol 45 WP-Klasse | Multifunktionspatrouillenschiff                       | 2018   | 2023                            |                                                                                    |
| Pikker (P6753)          |      | Estland                |                     | Patrouillenboot                                       | 1996   | 2023                            |                                                                                    |
| Valve (P6754)           |      | Estland                | Patrol 24-Klasse    | Patrouillenboot                                       | 2008   | 2023                            |                                                                                    |

### Modernisierung

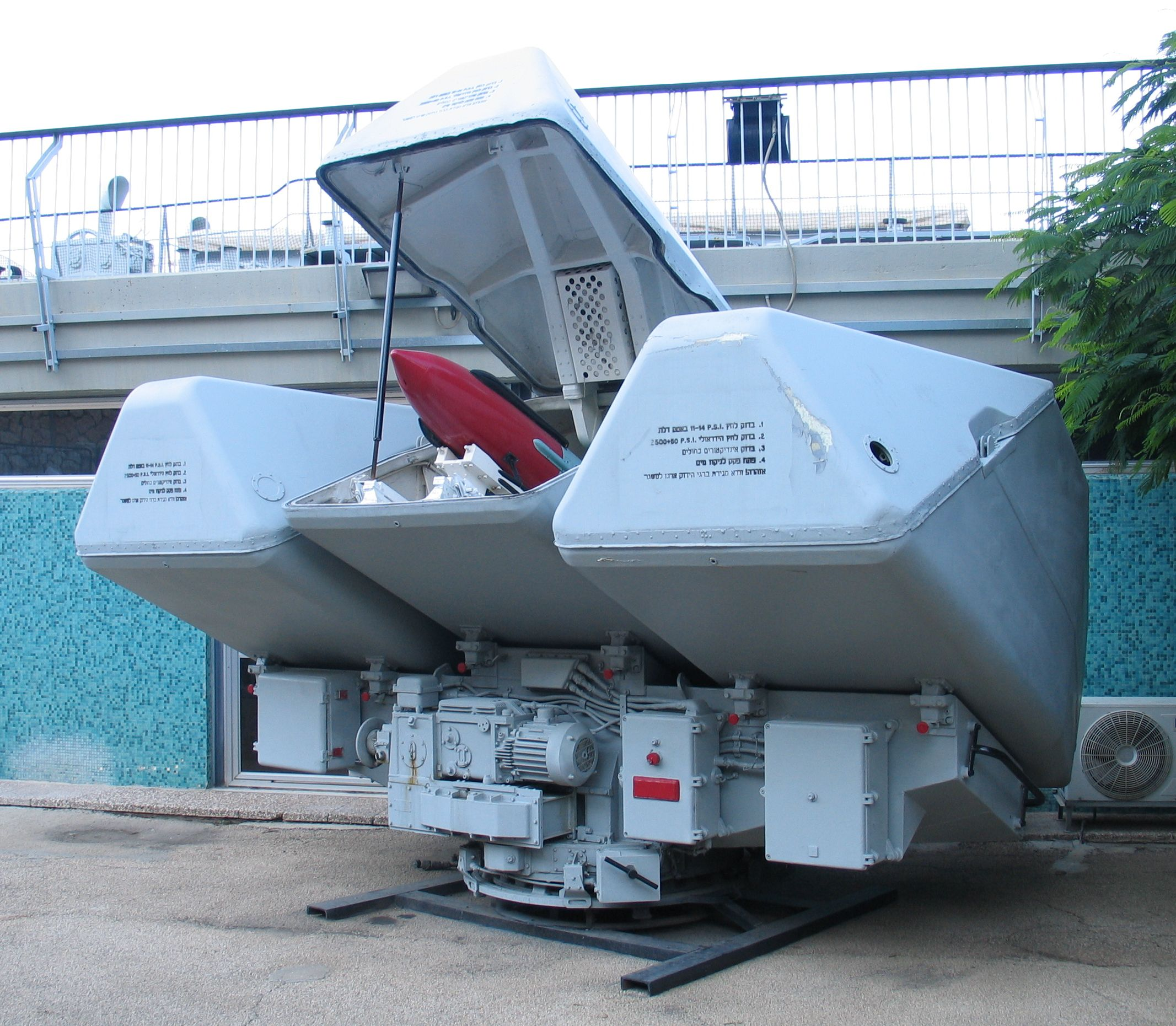
vergleichbares ASM-System

Im Verteidigungsentwicklungsplan für die Jahre 2017–2026 war für die Marine lediglich eine Weiterentwicklung im Bereich der Minenabwehr geplant. Daher kam es überraschend, dass im April 2020 die Beschaffung von zwei neuen Patrouillenbooten aus heimischer Produktion verkündet wurde. Der Staat plante diesem Auftrag im Wert von 3,9 Mio. € u. a. auch als Belebungsmaßnahme für die von der COVID-19-Pandemie getroffene heimische Wirtschaft. Bereits im Dezember desselben Jahres wurden die Boote der Marine zur Erprobung übergeben. Im März 2021 wurden sie offiziell in Dienst gestellt.
Das mobile Anti-Schiffs-Raketensystem „Blue Spear“ Küstenflugkörpern zur Stärkung der Verteidigung der Hoheitsgewässer ist im Februar 2024 in Estland eingetroffen. Estland investierte 100 Millionen Euro in das Projekt. Ein entsprechender Abschluss mit Proteus Advanced Systems im Oktober 2021 war bereits ein Vorgriff auf den im Dezember desselben Jahres präsentierten neuen Verteidigungsentwicklungsplan.

## Einsätze und international Zusammenarbeit

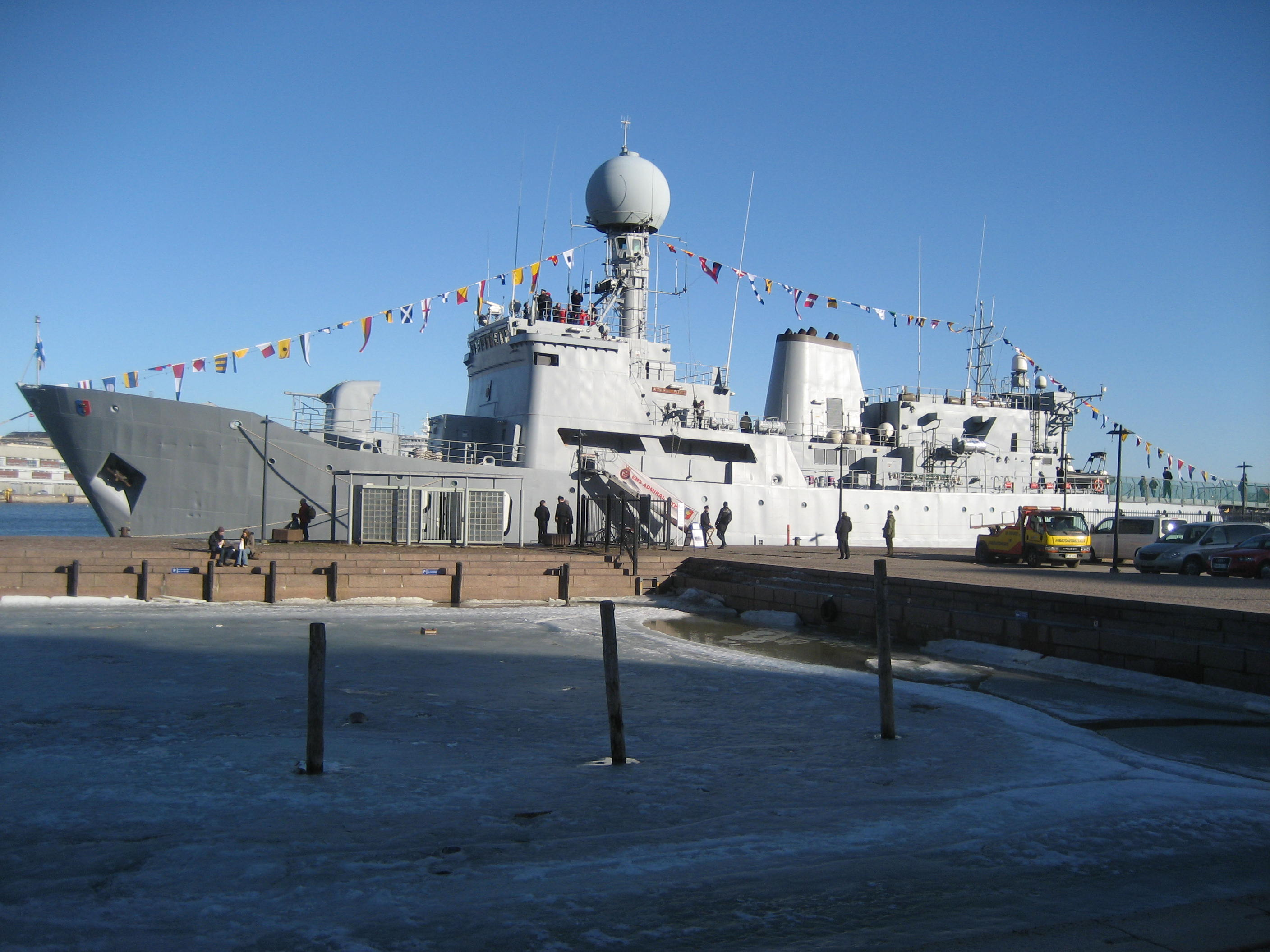
Admiral Pitka zu Besuch in Helsinki

Seit 1995 hat die estnische Marine bei den meisten der internationalen Manövern und Operationen in der Ostsee teilgenommen. Obwohl sie erst 1993 neu gegründet wurde und trotz des Umstandes, dass sie eine der kleinsten Flotten der Welt umfasst, haben die jungen Besatzungen der Schiffe ausgezeichnete Fähigkeit zur Zusammenarbeit während internationalen Übungen demonstriert und sich als gleichwertiger Partner gegenüber Flotten anderer Länder bewährt.
Von Mai 2005 bis März 2006 war die Fregatte Admiral Pitka (A230) als Führungsschiff der Standing NATO Mine Countermeasures Group 1 (SNMCMG1) der NATO zugeteilt. Admiral Pitka war somit das erste Schiff der baltischen Staaten, welches an diesem Marineverband der NATO Response Force teilnahm. SNMCMG1 ist einer der NATO-Hauptpartner der estnischen Marine.

### BALTRON
Im Jahr 1998 wurde die Baltic Naval Squadron (BALTRON) gegründet. Die Hauptaufgabe von BALTRON beinhaltet die Verbesserung der Zusammenarbeit zwischen den Baltischen Staaten in den Bereichen der maritimen Verteidigung und Sicherheit. BALTRON arbeitet eng mit der NATO zusammen und sichert dieser eine ständige Bereitschaft von Einheiten bei eventuellen Operationen zu.
Jeder Baltische Staat bestimmt ein bis zwei Schiffe für einen bestimmten Zeitraum und Stabspersonal für die Dauer eines Jahres. Das Mitwirken bei Baltron liefert sowohl den Besatzungen als auch den Stabsoffizieren eine Gelegenheit, im internationalen Umfeld zu arbeiten und Erfahrungen in der Minenabwehr auszutauschen. Estland betreibt für BALTRON Einrichtungen an der Küste, welche durch den multinationalen Stab genutzt werden.
Im Jahr 2015 zog sich Estland aus den gemeinsamen Seeoperationen im Bereich der Minenabwehr zurück, um sich hier zukünftig ausschließlich auf Operationen unter NATO-Kommando zu konzentrieren. Lettland und Litauen und setzen die Flottenmanöver seitdem alleine fort.

### Operation Atalanta
Am 12. November 2010 erhielten Angehörige der estnischen Marine durch Generalleutnant Ants Laaneots den Auftrag, an der EU NAVFOR Somalia teilzunehmen. Das 10-köpfige Team hatte im Vorfeld einen Lehrgang abgeschlossen, bei dem sie im Kampf kleiner Einheiten, Taktiken der Militärpolizei und im Abseilen aus Hubschraubern geschult wurden sowie QCB und Waffenausbildung vertieft hatten. Die Crew wurde von Leitnant Rait Luks kommandiert und war bis April 2011 auf der Fregatte Hamburg stationiert, wo sie eng mit der Deutschen Marine zusammenarbeitete.
Das Team agierte dabei als Mobile Protection Element (MPE) und Vessel Protection Detachment (VPD). Als MPE hatten die Esten den Auftrag, die Fregatte gegen Bedrohungen im Nahbereich – etwa durch Speedboote – zu schützen. Der Hauptauftrag der estnischen Soldaten war der Schutz von Schiffen der WFP und der AMISOM. Das Team konnte als VPD mittels Bordhubschrauber oder Schlauchboot an Bord von Handelsschiffen verbracht werden und autark agieren. Ein Rettungsassistent gewährleistete dabei die medizinische Versorgung des Trupps.